# Paulino Alcántara
Paulino Alcántara Riestrá (Illo Illo, 1896. október 7. – Barcelona, 1964. február 13.) labdarúgó, az FC Barcelona korábbi gólrekordere.

## Pályafutása
Az FC Barcelona hőskorának egyik leghíresebb játékosa 369 gólt szerzett a klub színeiben, ezzel 2014-ig ő volt a Barca gólrekordere.
Alcántara spanyol apa és bennszülött anya gyermekeként született a távol-keleti spanyol gyarmaton, a Fülöp-szigeteken. Egészen kicsi volt még, amikor szülei Spanyolországba költöztek.
Nagyon fiatal (15 éves, 4 hónapos, 18 napos) korában ölthette magára először az FC Barcelona mezét 1912. február 25-én. Bemutatkozó mérkőzésén háromszor is betalált a Catalá SC kapujába (9-0), ezzel mind a pályára lépés, mind a gólszerzés tekintetében máig ő a Barca legfiatalabb játékosa. A fantasztikus rajt ellenére legközelebb csak az évad utolsó barátságos mérkőzésén kapott lehetőséget, melyen ezúttal a Sabadell hálóját terhelte meg három góllal (8-2).
A következő idényben csak elvétve játszott, de az 1913–14-es szezontól kezdve egyre inkább befogadták a felnőttek. Nagyot emelkedett az ázsiója, amikor 1915 novemberében hat gólt lőtt az Universitarinak katalán bajnoki meccsen. Akkoriban alig ért véget úgy mérkőzés, hogy ne talált volna a kapuba.
Ő is, a Barca is sajnálta, amikor a szülők 1916-ban úgy döntöttek: a család visszatér Ázsiába. Így viszont Paulinónak megadatott, hogy az 1917-es Távol-Keleti Játékokon képviselhesse második hazája színeit nem csak futballban, hanem asztaliteniszben is!
A különleges dicsőség ellenére visszavágyott Katalóniába. A legenda szerint, amikor maláriagyanúval kezelték, csak úgy volt hajlandó alávetni magát a gyógyításnak, hogy szülei megígérik visszatérhet Barcelonába. Ennek eredményeképpen a következő idényben újra gránátvörös-kék mezbe öltözhetett. Jack Greenwell, az angol tréner kezdetben hátvédként szerepeltette a robbanékony, nagy lövőerejű játékost, de a közönség követelésére előretolta a csatárok közé. Megérte így dönteni.
A félvér támadó 1918 és 1924 között hat mesternégyest, 22 mesterhármast és 39 duplát könyvelhetett el. Három megnyert Spanyol Kupa-döntőben talált a kapuba (1920, 1922, 1926) – a második alkalommal kétszer, míg 1926-ban az ő hosszabbításbeli gólja ért aranyat.
Alcántara 1921 után ötször a spanyol válogatottban is pályára lépett. Már az 1920-as olimpián szerepelhetett volna, azonban orvosi tanulmányai miatt lemondott az utazásról.
Búcsúmérkőzését egy évvel a Primera División beindulása előtt, 1927 júliusában játszotta, azt követően doktori hivatásának élt. Nem szakadt el a futballtól sem: 1931 és 1934 között tagja volt a Barcelona elnökségének, 1951-ben a nemzeti csapatot összeállító bizottságba is meghívták.
1964. február 13-án hunyt el, Barcelonában.

## Sikerei, díjai
- 5× Spanyol kupa győztes (1913,1920,1922,1925,1926)
- 10× Katalán bajnok (1913,1916,1919,1920,1921,1922,1924,1925,1926,1927)
- 357 mérkőzésen 355 gólt szerzett.